# 澳洲勻鯻
澳洲勻鯻（學名：Leiopotherapon aheneus）為鱸形目鱸亞目鯻科的其中一種，分布於大洋洲澳洲西北部Ashburton河至Fortescue河上游流域，為特有種，本魚體粗壯，呈紡錘型，體長可達13公分，成魚棲息在岩石底質、流動緩慢的水池和溪流，成群活動，屬雜食性，以甲殼類、小魚為食，成魚會保護卵並搧動魚鰭提供足夠的氧，生活習性不明，可做為觀賞魚，飼養時水溫25°C、酸鹼值為ph=7.2。

## 擴展閱讀
維基物種上的相關：澳洲勻鯻